# Dino Prižmić
Dino Prižmić, né le 5 août 2005 à Split, est un joueur de tennis croate, professionnel depuis 2022.

## Carrière
Dino Prižmić s'impose en 2017 à l'Open Super 12 d'Auray. Il atteint le 13e rang mondial junior fin 2022, année au cours de laquelle il remporte le tournoi de Vrsar, parvient en demi-finales à Roland-Garros contre Gabriel Debru et en finale au Championnat d'Europe, battu par Gilles-Arnaud Bailly. Il fait des débuts particulièrement remarqués au niveau professionnel avec quatre titres en fin de saison dont trois consécutifs à Monastir.
Sur les premiers mois de l'année 2023, il parvient à cinq reprises en quart de finale au niveau Challenger et se qualifie pour le tournoi ATP de Banja Luka où il s'incline au premier tour face à Richard Gasquet. Il dispute ensuite le tournoi junior des Internationaux de France qu'il remporte facilement, battant en finale le Bolivien Juan Carlos Prado Angelo. En juillet, il est invité au tournoi ATP d'Umag où il se qualifie pour les quarts de finale en battant son compatriote Duje Ajduković et le Hongrois Zsombor Piros. En août, il remporte son premier titre Challenger à Banja Luka en battant en finale Kimmer Coppejans. Ses résultats lui permettent de monter dans le top 200 du classement ATP. En octobre, il élimine Jiří Lehečka au premier tour du tournoi de Stockholm.
Issu des qualifications lors de l'Open d'Australie 2024, il oppose au premier tour une belle résistance au n°1 mondial et tenant du titre Novak Djokovic, s'inclinant au bout de 4 heures de jeu (6-2, 65-7, 6-3, 6-4).

## Parcours dans les tournois duGrand Chelem

### En simple
| Année | Open d'Australie | Open d'Australie | Internationaux de France | Internationaux de France | Wimbledon | Wimbledon | US Open | US Open |
| ----- | ---------------- | ---------------- | ------------------------ | ------------------------ | --------- | --------- | ------- | ------- |
| 2024  | 1er tour (1/64)  | N. Djokovic      | Q1                       | S. Napolitano            | Q2        | H. Gaston |         |         |

N.B. : à droite du résultat se trouve le nom de l'ultime adversaire.